# Comté de Monona
Le comté de Monona est un comté de l'État de l'Iowa, aux États-Unis.